# Manduca clarki
Espèce
Manduca clarki est une espèce de lépidoptères (papillons) de nuit de la famille des Sphingidae, de la sous-famille des Sphinginae et de la tribu des Sphingini.

## Description
L'envergure varie de 45 à 50 mm. L'espèce est semblable en apparence à plusieurs autres membres du genre Manduca : Manduca scutata, Manduca pellenia et Manduca lucetius, en particulier par sa  petite taille, les parties gris pâle de la face dorsale du thorax et des ailes et la forme de l'aile antérieure qui est moins allongée. Toutefois ici le motif antérieur et l'aile postérieure sont presque identiques à Manduca lucetius, la différence réside dans la bande grise marginale de l'aile postérieure qui est moins nuancée de noir.

## Distribution et habitat
Distribution
L'espèce es connue au Brésil, en Colombie, en Équateur, au Pérou et en Bolivie.

## Biologie
Il y a au moins deux générations par an avec des adultes qui volent de novembre à décembre - janvier et à nouveau en juillet.

## Systématique
- L'espèce Manduca clarki a été décrite par les entomologistes Lionel Walter Rothschild et Karl Jordan en 1916 sous le nom initial de Protoparce clarki[1]. L'espèce est dédiée à l'entomologiste Benjamin Preston Clark.
- La localité type est Fonte Boa.

### Synonymie
- Protoparce clarki Rothschild & Jordan, 1916 Protonyme